# Jessica Hagedorn
Jessica Tarahata Hagedorn (n. 1949, Manila, Filipine) este o scriitoare filipineză. Datorită rădăcinilor ei scoțiene, irlandeze și franceze din partea mamei și spaniolo-filipineze din partea tatălui, care totodată, avea și strămoș chinez, Hagedorn a reușit să redea în scrierile sale o viziune unică asupra artei și literaturii asiatico-americane. S-a născut în Manila, Filipine, în 1949. În prezent trăiește la New York împreună cu soțul și cele două fiice ale ei. Este cunoscută pentru romanul „Dogeaters”.